# Cannococcus ikshu
Cannococcus ikshu är en insektsart som beskrevs av Williams och Watson 1988. Cannococcus ikshu ingår i släktet Cannococcus och familjen ullsköldlöss.
Artens utbredningsområde är Papua Nya Guinea. Inga underarter finns listade i Catalogue of Life.